# 8a Brigada Mixta (Exèrcit Popular de la República)
La 8a Brigada Mixta va ser una unitat de l'Exèrcit Popular de la República creada durant la Guerra Civil Espanyola. Situada al front de Madrid, no va tenir un paper rellevant al llarg de la contesa. La brigada va estar composta per carrabiners.

## Historial
La unitat, originalment denominada Brigada «M», va ser creada al front de Madrid el 27 de març de 1937, sobre la base dels batallons 4t, 15è i 16è del Cos de Carrabiners. El comandament inicial va recaure en el tinent coronel de carrabiners Enrique del Castillo Bravo. Un mes després la brigada va rebre la seva numeració definitiva. Seria agregada a la 18a Divisió del III Cos d'Exèrcit, divisió a la qual va romandre agregada durant tota la guerra.
Al març de 1939, durant el cop de Casado, la 8a BM es va posicionar a favor de les forces «casadistes» i arribaria a realitzar funcions de vigilància al sud de Madrid. La unitat es va autodissoldre el 27 de març de 1939, al final de la contesa.

## Comandaments
Comandants
- Tinent coronel de carrabiners Enrique del Castillo Bravo;
- Comandant de carrabiners Emeterio Jarillo Orgaz;
- Comandant de carrabiners José Casted Sena;

Comissaris
- Demetrio Martín Martínez;

Caps d'Estat Major
- major Ruiz del Toro;
- capità de milícies Juan Borrás Garcerán;